# 신드바드

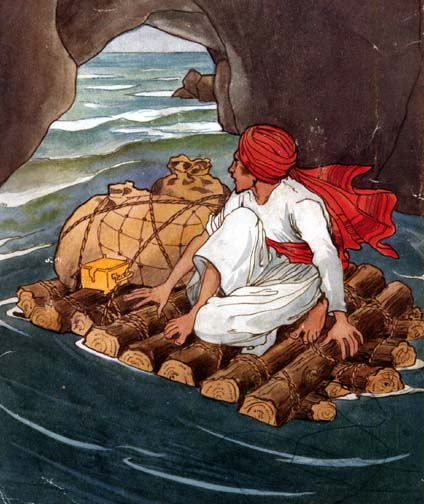
신드바드

신밧드 또는 신드바드(아랍어: السندباد البحري, 페르시아어: سندباد, 영어: Sinbad the Sailor 또는 Sindbad)는 천일야화 가운데 하나인 《신드바드의 이야기》의 주인공인 선원이다.

## 이야기 속의 행적

### 신드바드의 1번째 항해
신드바드는 자신의 재산을 모아 배를 타고 1번째 항해에 나선다. 항해 도중에 녹지가 많은 섬에서 다른 선원들과 함께 내렸는데 알고 보니 큰 고래의 등이었다. 고래가 바닷 속에 가라앉으면서 승객들은 익사하고 만다. 탈출한 선장은 배에 돛을 올리고 간다. 혼자 살아남은 신드바드는 한 섬을 발견하고 상륙하게 된다. 왕으로부터 환대를 받은 자신의 모험을 왕에게 설명했다. 왕은 신드바드를 항만 대장으로 임명하게 된다.

### 신드바드의 2번째 항해
신드바드는 2번째 항해에 나서던 도중에 무인도에 상륙했다. 신드바드는 거대한 새인 로크의 다리에 자신을 묶고 무인도를 탈출했지만 다이아몬드 광산이 있는 험준한 산에 도착하게 된다. 산 안에는 커다란 뱀들이 우글거리고 있었다. 신드바드는 양고기 속에 숨어가면서 로크가 날아가는 대로 살아남았다.

### 신드바드의 3번째 항해
신드바드는 3번째 항해에서 원숭이가 사는 섬에 도착했다. 수많은 새끼 원숭이들이 배를 공격했기 때문에 선원들은 섬에 상륙하지 못했다. 원숭이들은 신드바드 일행을 섬으로 실어나른 뒤에 배를 해안에서 먼 곳으로 끌고 갔다. 섬에 살던 거인은 선장을 잡아먹었다.
신드바드 일행이 상륙한 섬에서는 거대한 뱀들이 살고 있었다. 신드바드의 동료들은 차례대로 뱀들에게 잡아먹혔지만 신드바드만이 구조되었다.

### 신드바드의 4번째 항해
신드바드는 4번째 항해에 나서던 도중에 폭풍우를 만나면서 배가 난파되었고 식인종 마을에서 온 사람들이 사는 섬에 표류하게 된다. 섬의 주민들은 제공된 음식을 먹다가 이성을 잃고 가축처럼 키웠다. 신드바드는 혼자서 음식에 손에 대지 않고 탈출했고 섬 반대편에 있는 해변에 도착하게 된다.

### 신드바드의 5번째 항해
신드바드와 함께 배에 탑승한 선원들은 섬에서 로크새의 알을 부순 것에 대한 보복으로 인해 배가 난파되었다. 섬에는 노인이 살고 있었는데 어깨에 태워 강을 건너게 도와줄 것을 요구했다. 노인의 요구대로 하자 노인은 어깨에 매달린 채로 내려가지 않고 신드바드의 목을 조이며 마음대로 다뤘다. 신드바드는 꾀를 내어 취하는 과일을 조금씩 먹게하여 취하게 한 다음 자신의 어깨에서 내려오게 하였다.

### 신드바드의 6번째 항해
신드바드는 6번째 항해에 나서던 도중에 배가 산에 부딪히면서 난파되었다. 산에 표류한 선원들 가운데 일부는 살아남았고 해안으로 상륙하게 된다. 섬에는 보석과 향나무가 많은 섬이었지만 식량이 없던 선원들은 하나둘씩 죽어가게 된다. 음식을 아낀 신드바드는 섬에 계속 잔류하는 동안에 보석 등을 모으기 시작했다. 뗏목을 만든 신드바드는 동굴 깊숙이 들어오는 강을 타고 섬을 탈출하게 된다.
신드바드는 섬에 살던 왕을 만났고 왕에게 보물의 일부를 바쳤다. 왕은 이에 대한 보답으로 신드바드에게 서신을 전달했고 신드바드는 바그다드로 귀환하게 된다.

### 신드바드의 7번째 항해이자 마지막 항해
모험을 그만둘 생각에 있던 신드바드는 왕의 요구로 섬의 왕에 대한 서신과 선물을 교환하는 역할을 수행했다. 신드바드는 고향으로 귀환하던 도중에 바다괴물이 배를 통째로 삼키는 사고를 당하게 된다. 신드바드는 백단나무를 이용해 뗏목을 잡고 강으로 내려갔다.
신드바드는 친절한 노인의 도움으로 뗏목의 재료였던 백단향을 시장에서 비싼 값에 팔았다. 노인은 자신의 딸과 함께 재산을 물려주겠다고 밝히면서 신드바드는 딸의 사위가 된다. 노인이 사망한 이후에 신드바드는 자신의 아내와 함께 노인의 막대한 유산을 상속받았다.
얼마 지나지 않아 신드바드는 아내로부터 남자들은 악마의 형제이며 신드바드가 살던 도시는 불신의 도시였음을 알게 된다. 이를 계기로 신드바드는 아내와 함께 바그다드로 귀환했고 신드바드의 모험 또한 끝나게 된다.

## 같이 보기
- 히에로니무스 폰 뮌히하우젠 남작